# Ортофосфат олова(II)
Ортофосфат олова(II) — неорганическое соединение,
соль олова и ортофосфорной кислоты
с формулой Sn3(PO4)2,
бесцветные кристаллы,
не растворяется в воде.

## Получение
- Сплавление стехиометрических количеств оксида олова(II) и гидрофосфата аммония:

{\displaystyle {\mathsf {3SnO+2(NH_{4})_{2}HPO_{4}\ {\xrightarrow {500-600^{o}C}}\ Sn_{3}(PO_{4})_{2}+4NH_{3}+3H_{2}O}}}

## Физические свойства
Ортофосфат олова(II) образует бесцветные кристаллы
моноклинной сингонии,
пространственная группа P 21/c,
параметры ячейки a = 1,1092 нм, b = 0,4830 нм, c = 1,6401 нм, β = 94,28°, Z = 4
.
Не растворяется в воде.